# オグドアド

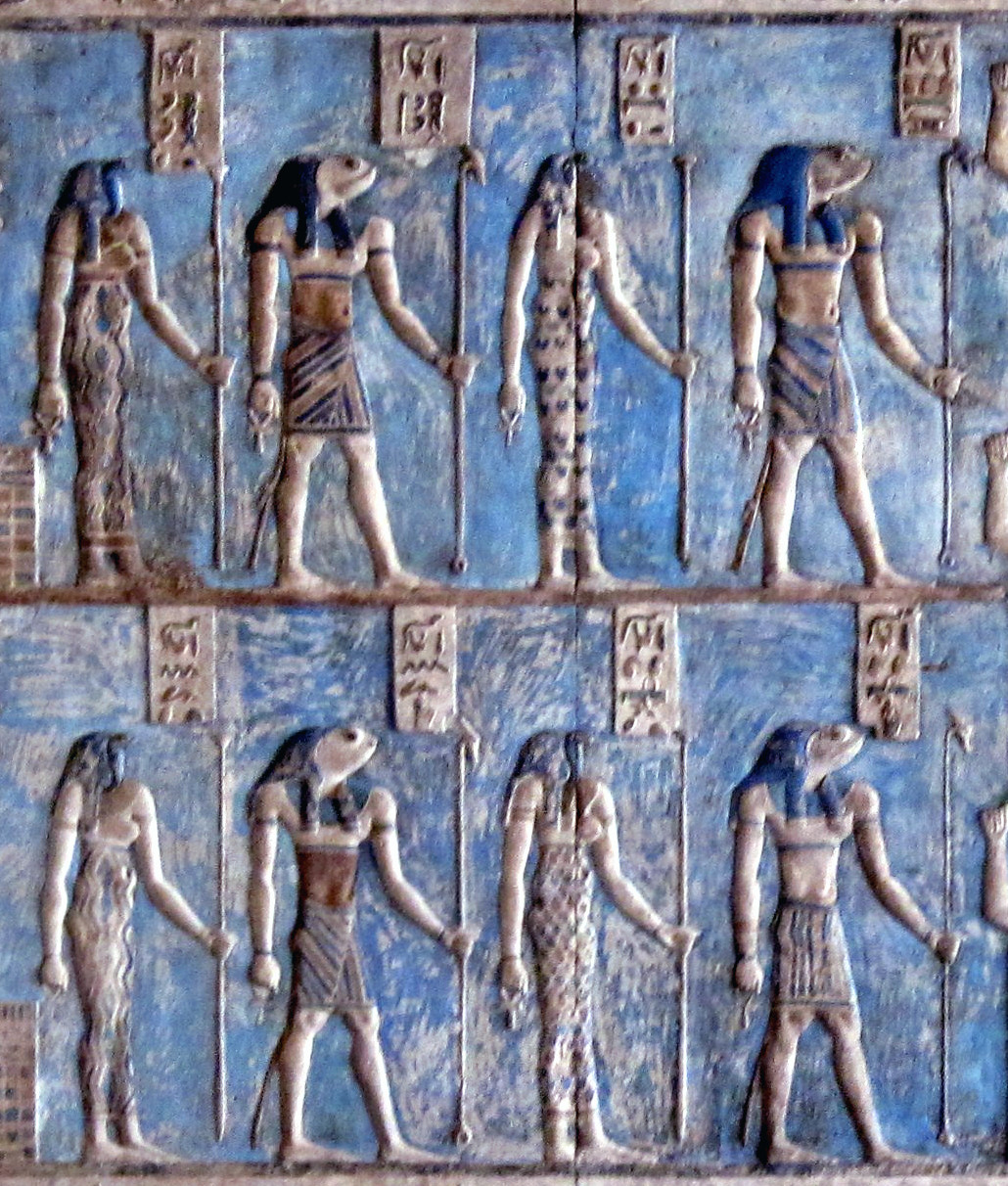
オグドアド

オグドアド（Ogdoad、ギリシア語: ογδοάς、「八」の意）は、エジプト神話における、ヘルモポリスで崇拝されていた8柱の神々（八神）である。紀元前2686年から紀元前2134年にかけての古王国時代と呼ばれる期間に崇拝されていた。

## 概要
オグドアドは、上エジプト第15ノモスであるヘルモポリスの州都クムヌウにおいて創世神として崇められていた神である。それぞれ4組の夫婦神で、男性神がカエル、女性神はヘビの頭を持つとされる。
諸資料によって、8柱の構成が若干異なる。
ヴェロニカ・イオンズ『エジプト神話』によれば「水を」を指すヌンとその配偶者ナウネト、「終わりなきこと」の意のフフとその連れ合いハウヘト、「闇」ククと陪神カウケト、「不可視」を司るアモンとアマウネトである。
ステファヌ・ロッシーニ、リュト・シュマン・アンテルム『図説エジプトの神々事典』によれば、「オグドアド(八位一体)」は原始の水を表すヌンとその妻ナウネト、無限、不定の時間を指すフウとその配偶者ハウヘト、暗闇を指すククとカウケトが基本で、次の2対が、「相違する教義により」a否定を指すニアウとニアウト、b隠されたものアモンとアマウネト、c欠乏、不在を指すゲレフとゲルヘトになる。
吉村作治編著『古代エジプトを知る事典』では、「8柱神(オグドアド)」は、泥海の中から自然発生した、4組の夫婦神で、原始の水はヌン神とナウネト神、無限はフフ神とハウヘト神、暗闇はケク神とケケト神、最後の一組を「さまざまな伝承がある」としてそれぞれ否定を表すニアウ神とニアウト神欠乏を表したゲルフ神とゲレフト神、不可視を表したアメン神とアメンテト神などが充てられたという。
キャサリン・チェンバーズ『エジプト神話物語百科』では、ヌンとナウネトは「原始の水」で形を成さない無限を指し、水を切り裂くなどをする2柱ヘフとハウヘトと一応対立しながら8柱神を構成しているが、大気、呼吸、エネルギーを司る2柱のアメン、アムネトは、信仰を広げ長となった後他のオグドアドへ行った際、「虚無」を指すニアとニアトが権力を襲うことになったとし、無限、暗闇を司るケクとカウケトの「別の名前」にゲレとゲレアヘトがあるとする。
『世界神話伝説大事典』所収のイザベル・フランコによれば、水を支配するヌーンとヌーネット、空間的限界の不在を指すヘフーとヘフート　闇を司るケクとケクート、の次の2柱は彷徨うものテネムーとテネムートで　「アモンとアモネト」は後世のもので、場合によって「何も造られていない空間の空虚」を指すニウーとニウートが含まれる。
AJスペンサー『大英博物館古代エジプト史』によれば、オグドアドは原初の海ヌン　ナウネト、無限の神ヘフとヘヘト、暗闇の神ケクとケケト、薄明りの神テネムとテネムトであり、ピラミッド・テキストでは不可視アメンとアメンネト(アマウネト)が入るという

## 神話
8柱の神々は、4対の男女で構成されていた。すなわち、ヌンとナウネト、アメンとアマウネト、ククとカウケト、フフとハウヘトである。男神達は蛙と関連づけられ、女神達は蛇と関連づけられた。性別こそ違っていたが、一対において、男神に対する女神は彼とほとんど区別しないことになっていた。実のところ、女性の名前は単に男性の名前が女性化しただけのものであり、その逆も同じなのである。基本的に、一対のそれぞれは、四つの概念の一つの様相における男性性と女性性を意味している。すなわち、原始の水（ヌンとナウネト）、空気または見えないもの（アメンとアマウネト）、暗闇（ククとカウケト）と不滅または無限の空間（フフとハウヘト）である。
エジプト神話では、世界の最初はヌンという原初の海に満たされ、そこから原初の丘が現れたとされている。これは、ナイル川の氾濫と、水が引いた後の土地から動物が現れる様子から想像された創造神話であろう。
8柱の神々は、日の出が毎日繰り返されるようにし、ナイル川の水が絶えないようにした。ラーが生まれる睡蓮を作り出したのも彼らであった。彼らが世界を統治した期間は黄金時代とされたが、彼らはその役割を終えると死んで冥界に行ったとされた。
ヘルモポリスにおける創造神話は、四つの異本に残されている。これらの神話は、ヘルモポリスの神殿に付属する神聖な湖とその中にある島に関連づけられていた。その島は原初の丘とみなされ、多くの人々が巡礼に訪れ、多くの儀式がここで行われた。

### 卵の異本
ある異本では、ラーを収めた卵が天の鵞鳥から産まれたとされている。しかし別の資料では卵には空気が入っていたとされていた。他の異本では、トートと関連する鳥である朱鷺が卵を産んだとされていた。これは、オグドアドより崇拝の成立が遅かったトートをより古い時代の神話に結びつけようとしたものだと考えられている。トートは自分自身を創造したとされていた。

### 睡蓮の異本
またある異本では、睡蓮が水の中から現れ、その花からラーが生まれたとされた。さらに別の異本では、睡蓮の花びらが開くと中にはタマオシコガネがおり、それはすぐに少年の姿に変わった。この少年がネフェルトゥムであり、彼が泣いてこぼした涙から人間が作り出されたとされた。タマオシコガネは太陽を象徴するものであり、さらに睡蓮の花は朝に開き夕に閉じることから太陽神崇拝に関連づけられていた。また、睡蓮から生まれたラーが、神と人間に関わる一切の物を生み出したという伝承もある。